# Tomáš Svoboda (politik)
Tomáš Svoboda (* 20. května 1966) je bývalý český politik, v 90. letech 20. století poslanec České národní rady a Poslanecké sněmovny za Křesťanskodemokratickou stranu, později za ODS.

## Biografie
Po sametové revoluci se angažoval v Křesťanskodemokratické straně. V září 1990 se uvádí jako organizační tajemník KDS, v lednu 1991 jako
její ústřední tajemník. Ve volbách v roce 1992 byl zvolen do České národní rady za Křesťanskodemokratickou stranu (KDS), respektive za volební koalici ODS-KDS (volební obvod Praha). Zasedal ve výboru pro právní ochranu a bezpečnost (později oficiálně branný a bezpečnostní výbor).
Od vzniku samostatné České republiky v lednu 1993 byla ČNR transformována na Poslaneckou sněmovnu Parlamentu České republiky. Zde setrval do konce funkčního období parlamentu, tedy do voleb v roce 1996. Zasedal v poslaneckém klubu KDS, po sloučení této strany s ODS přešel od dubna 1996 do poslaneckého klubu občanských demokratů.
Po volbách v roce 1996 odešel ze sněmovny a v červenci 1996 se uvádí jako pracovník kabinetu ministra školství Ivana Pilipa.